# Marco de Montecassino
Marcos o Marco de Montecassino, de nombre latinizado Marcus Cassinensis, fue un monje poeta cristiano del siglo VII.
Poco se sabe sobre él. Era monje en la Abadía de Montecassino y hacia el año de 612, en tiempos de rey franco de Austrasia Sigeberto II, compuso un corto Carmen de Sancto Benedicto en dísticos elegiacos para festejar al fundador de la orden en la que había ingresado, San Benito de Nursia, fallecido el año 547. Su obra se encuentra recogida en la Patrología latina de Jacques-Paul Migne.